# Campeonato Rondoniense de Futebol de 2007
O Campeonato Rondoniense de 2007 foi a 66.ª edição deste torneio futebolístico organizado pela Federação de Futebol do Estado de Rondônia (FFER).
O torneio começou em 17 de março e encerrou em 3 de junho, onde competiu sete equipes: Genus, Jaruense, Ji-Paraná, Pimentense, Ulbra Ji-Paraná, União Cacoalense e Vilhena. O Ji-Paraná foi a equipe rebaixada à segunda divisão de 2008. A final foi disputada entre Jaruense e Ulbra, onde a Coruja sagrou-se campeã ao vencer o Tricolor de Jaru por 5–4 no placar agregado. Por serem finalistas, o Tricolor garantiu uma vaga na Série C do mesmo ano e a Coruja na Copa do Brasil de 2008.

## Formato e participantes
O formato da competição continuou o mesmo desde a edição de 2005. Numa primeira fase, todas as equipes se enfrentariam, em jogos de ida e volta, na qual as quatro melhores colocadas avançariam às semifinais e a última rebaixada à segunda divisão. A partir das semifinais, os jogos seriam disputados em formato eliminatório, em ida e volta.
A segunda fase começaria, na ida, com o quarto colocado enfrentando o primeiro, e o terceiro enfrentando o segundo, vice-versa na volta. Quem avançasse, chegaria à final (terceira fase), onde o vencedor dos confrontos sagraria-se campeão rondoniense e garantiria uma vaga na Série C do mesmo ano e Copa do Brasil de 2008. Abaixo, as sete equipes participantes:
| Equipe           | Cidade        | Títulos            |
| ---------------- | ------------- | ------------------ |
| Genus            | Porto Velho   | —                  |
| Jaruense         | Jaru          | —                  |
| Ji-Paraná        | Ji-Paraná     | 8 (último em 2001) |
| Pimentense       | Pimenta Bueno | —                  |
| Ulbra Ji-Paraná  | Ji-Paraná     | 1 (2006)           |
| União Cacoalense | Cacoal        | 2 (2003 e 2004)    |
| Vilhena          | Vilhena       | 1 (2005)           |

## Resultados

### Primeira fase
A primeira fase iniciou em 17 de março, com o jogo entre Ulbra e Pimentense, com vitória da Coruja, por 3–0, e um empate do União Cacoalense com o Vilhena por 1–1. Ao término desta fase, em 6 de maio, estes foram os seguintes classificados: Jaruense, Ulbra, Vilhena e Genus. O Ji-Paraná, por ser o último, foi rebaixado à segunda divisão pela primeira vez na história.
| Pos | Equipe           | Pts | J  | V | E | D | GP | GC | SG  | Classificação ou descenso           |
| --- | ---------------- | --- | -- | - | - | - | -- | -- | --- | ----------------------------------- |
| 1   | Jaruense         | 24  | 12 | 7 | 3 | 2 | 29 | 9  | +20 | Próxima fase                        |
| 2   | Ulbra Ji-Paraná  | 24  | 12 | 6 | 6 | 0 | 20 | 6  | +14 | Próxima fase                        |
| 3   | Vilhena          | 20  | 12 | 5 | 5 | 2 | 18 | 13 | +5  | Próxima fase                        |
| 4   | Genus            | 17  | 12 | 5 | 2 | 5 | 24 | 21 | +3  | Próxima fase                        |
| 5   | União Cacoalense | 16  | 12 | 4 | 4 | 4 | 21 | 17 | +4  |                                     |
| 6   | Pimentense       | 7   | 12 | 2 | 1 | 9 | 8  | 39 | −31 |                                     |
| 7   | Ji-Paraná        | 6   | 12 | 1 | 3 | 8 | 11 | 26 | −15 | Rebaixado à Segunda Divisão de 2008 |

#### Confrontos
| Mandante \ Visitante | GEN | JAR | JPA | PIM | ULB | UCA | VEC |
| -------------------- | --- | --- | --- | --- | --- | --- | --- |
| Genus                | —   | 2–4 | 2–1 | 6–0 | 1–1 | 1–1 | 5–1 |
| Jaruense             | 3–0 | —   | 0–0 | 6–1 | 0–0 | 1–1 | 2–0 |
| Ji-Paraná            | 0–3 | 0–4 | —   | 4–2 | 0–2 | 1–2 | 2–2 |
| Pimentense           | 0–2 | 0–7 | 3–2 | —   | 1–3 | 0–3 | 0–0 |
| Ulbra Ji-Paraná      | 2–0 | 2–0 | 0–0 | 3–0 | —   | 3–0 | 1–1 |
| União Cacoalense     | 4–1 | 1–2 | 4–1 | 0–1 | 3–3 | —   | 1–1 |
| Vilhena              | 4–1 | 2–0 | 2–0 | 3–0 | 0–0 | 2–1 | —   |

### Fases finais
As semifinais iniciaram em 12 de maio, com a vitória do Genus por 2–1 no Aluízio Ferreira, enquanto o Vilhena empatou em casa com a Ulbra, em 2–2, no Portal da Amazônia, em 13 de maio. Na volta, o Jaruense conseguiu reverter o placar goleando por 5–0, no Leal Chapelão, e a Ulbra venceu o Vilhena por 2–1, no Biancão. Jaruense e Ulbra, com a vitória, foram as equipes finalistas.
A primeira partida da final foi em 27 de maio, iniciando às 17h00min (horário local), com a vitória do Tricolor de Jaru em casa pelo placar de 1–0. Na volta, desta vez em Ji-Paraná, em 3 de junho, mesmo horário, a Coruja venceu por 3–2, com gol de empate no agregado aos 48 minutos do segundo tempo, levando à prorrogação. Na prorrogação, a Ulbra venceu por 2–1 e sagrou-se bicampeã rondoniense. Graças ao título, a Ulbra classificou-se à Copa do Brasil de 2008, enquanto o Jaruense foi à Série C disputada um mês depois.
Em itálico, as equipes que possuem o mando de campo no primeiro confronto; em negrito as equipes classificadas.
|  | Semifinais      | Semifinais            | Semifinais | Semifinais |   |          | Final | Final | Final | Final |
|  |                 |                       |            |            |   |          |       |       |       |       |
|  | Genus           | 2                     | 0          | 2          |   |          |       |       |       |       |
|  | Jaruense        | 1                     | 5          | 6          |   |          |       |       |       |       |
|  | Jaruense        | 1                     | 5          | 6          |   | Jaruense | 1     | 2 (1) | 4     |       |
|  |                 |                       |            |            |   | Jaruense | 1     | 2 (1) | 4     |       |
|  |                 | Ulbra Ji-Paraná (PRO) | 0          | 3 (2)      | 5 |          |       |       |       |       |
|  | Vilhena         | Ulbra Ji-Paraná (PRO) | 0          | 3 (2)      | 5 | 2        | 1     | 3     |       |       |
|  | Vilhena         |                       |            |            |   | 2        | 1     | 3     |       |       |
|  | Ulbra Ji-Paraná | 2                     | 2          | 4          |   |          |       |       |       |       |

| Fonte: FFER (arquivo) |